# Himmelfahrt des Mose
Die Himmelfahrt des Mose (lateinisch Assumptio Mosis oder Testamentum Mosis, Abkürzung: AssMos oder TestMos) ist die bekannteste unter mehreren apokryphen Schriften, deren Hauptperson Mose als Empfänger von Offenbarungen ist. Die Abschiedsrede des Mose an Josua enthüllt im typischen Stil einer Apokalypse, was in ferner Zukunft geschehen wird, und steht dabei unter starkem Einfluss der Theologie des Deuteronomiums.

## Textüberlieferung
Es gibt eine einzige lateinische Handschrift der Assumptio Mosis. Antonius M. Ceriani entdeckte sie 1861 in der Biblioteca Ambrosiana (Mailand). Ambrosianus C 73 inf. ist eine Abschrift eines lateinischen Textes des 5. Jahrhunderts. Dieser war eine Übersetzung einer verlorenen griechischen Vorlage. Hinter dem griechischen Text wird eine hebräische, möglicherweise aramäische Urfassung vermutet. Johannes Tromp plädiert dagegen für ein griechisches Original. Ceriani publizierte den Text unter dem Titel Fragmenta Assumptionis Mosis, „Fragmente der Himmelfahrt des Mose“. Im erhaltenen Text ist aber von keiner Himmelfahrt die Rede.

## Inhalt
Nach Gerbern S. Oegema lässt sich die Assumptio Mosis folgendermaßen gliedern:
| Kapitel | Rahmenhandlung             | Geschichtlicher Rückblick                                                                                    | Gegenwarts- und Zukunftsdeutung                                |
| ------- | -------------------------- | --- | -------------------------------------------------------------- |
| 1       | Mose im Gespräch mit Josua | |                                                                |
| 2       |                            | Einzug der Israeliten ins Land Kanaan, Königreiche Israel und Juda bis zum Exil                              |                                                                |
| 3       |                            | Israel in der Babylonischen Gefangenschaft                                                                   |                                                                |
| 4       |                            | Fürbitte Daniels, Rückkehr einiger Exilierter zur Zeit des Kyros                                             |                                                                |
| 5       |                            | Israels religiöse Verfehlungen im Seleukidenreich                                                            |                                                                |
| 6       |                            | Gottlose Priesterkönige aus der Dynastie der Hasmonäer; Herrschaft des Herodes; Einmarsch des Varus in Judäa |                                                                |
| 7       |                            | | Zunehmende Ungerechtigkeit                                     |
| 8       |                            | | Zorngericht                                                    |
| 9       |                            | | Schreckenszeit unter einem Weltherrscher; Taxo und seine Söhne |
| 10      |                            | | Leiden der Gerechten; Gottes Eingreifen; Erlösung Israels      |
| 11–12   | Josua im Gespräch mit Mose | |                                                                |

Die Assumptio Moysis knüpft an das Buch Deuteronomium an (Dtn 31,14 ) und ist insofern auch eine Rewritten Bible. Mose ruft an seinem Lebensende seinen Nachfolger Josua zu sich und übergibt ihm eine geheime Schrift, die erst in der Endzeit gelesen werden soll. Josua soll sie in Krüge legen und an einem von Gott offenbarten Ort verbergen. (Für den Leser der Assumptio Mosis ist damit zugleich klar: Seine eigene Gegenwart ist diese Endzeit.) Was darin steht, erklärt Mose sodann dem Josua:
In einem ersten Teil weissagt Mose die Geschichte Israels von der Landnahme in Kanaan bis zur Herrschaft des Herodes (vom Standpunkt des Verfassers aus ist das ein Geschichtsrückblick). Bund und Gebote sind zentral für die Identität Israels. In Kapitel 4 wird ein machtvoller Fürsprecher Israels erwähnt (unus qui supra eos est); hier denkt man teils an den biblischen Daniel, teils an Israels Schutzengel im Hofstaat Gottes.
Im zweiten Teil prophezeit Mose das, was auch für den Verfasser der Assumptio Mosis Zukunft ist: Ein Weltherrscher (rex regnum terrae, womit nur ein römischer Kaiser gemeint sein kann, der allerdings mit Zügen des Antiochos IV. Epiphanes ausgestattet wird) wird ein Schreckensregiment errichten, aber ein Levit namens Taxo wird ihm entgegentreten. Anders als die Makkabäer, wird Taxo aber nicht kämpfen, sondern sich mit seiner Familie in eine Höhle zurückziehen und dort verhungern. Taxo ist bereit, mit seinen sieben Söhnen zu sterben, denn Gott wird ihn rächen. Taxo sagt seinen Söhnen voraus, dass Gott in der Endzeit die Bösen bestrafen und ganz Israel erhöhen werde. In der Gestalt des Taxo und seiner sieben Söhne sind einerseits die Gestalt des Mattatias und seiner Söhne aus dem 1. Buch der Makkabäer, andererseits die sieben Märtyrerbrüder aus dem 2. Buch der Makkabäer verarbeitet. Möglicherweise wird mit dem Namen Taxo auf eine historische Persönlichkeit angespielt, was aber heute nicht mehr verständlich ist. Taxo ist als jüdischer Männername jedenfalls sonst nicht bezeugt. Es gibt zahlreiche Vorschläge, wobei eine vermutete hebräische oder aramäische Namensform spekulativ ist. Siegfried Mowinckel schlug eine Transkription von altgriechisch τάξων táxōn „Ordner“ (im Sinne von Gesetzgeber, daher vergleichbar mit Mose) vor; Karl Wieseler verwies darauf, dass taxo (spät)lateinisch den Dachs bezeichne; dieser Name passe zur Flucht des Taxo und seiner Familie in eine Höhle (vgl. auch 2 Makk 10,6 ).
Josua, der Adressat dieser Offenbarungen, ist angsterfüllt. Mose ist für ihn so erhaben, dass kein Ort würdig ist, sein Grab zu werden („Die ganze Welt ist dein Grab“, AssMos 11,8), und kein Mensch, Moses Leichnam zu bestatten. Mose tröstet ihn. Hier bricht der Text ab.

## Verfasser, Entstehungszeit und -ort
Nahezu alle Einleitungsfragen wie die nach der Herkunft des Verfassers, der Abfassungszeit und der Sprache, in der das Werk ursprünglich verfasst war, sind umstritten. Es werden Datierungen zwischen dem 2. Jahrhundert v. Chr. und dem 2. Jahrhundert n. Chr. vorgeschlagen, mit einer Präferenz für das 1. Jahrhundert n. Chr.
Eine Datierung kann von Kapitel 6 ausgehen: Der Verfasser der Assumptio Moysis weiß, dass ein „frecher König“ (rex petulans) 34 Jahre herrschen wird. Das passt auf Herodes den Großen. Dass seine Söhne nur kurze Zeit regieren würden, passt für Herodes Archelaos, aber nicht für die beiden anderen Erben des Herodes, Philippus und Herodes Antipas. Damit kommt man auf eine Entstehungszeit zwischen 4 v. Chr. und 30 n. Chr. Für diese zeitliche Ansetzung spricht, dass die Zerstörung des Jerusalemer Tempels im Jüdischen Krieg (70 n. Chr.) in der Assumptio Mosis nicht erwähnt wird. Dies ist umso markanter, als der Tempel für die Assumptio Mosis zentrale Bedeutung hat: „Alle Angriffe der Heiden gelten dem Tempel, und auch die makkabäische Verteidigung gilt dem Tempel; das Volk steht aber meistens auf der Seite der Heiden, hat die Verunreinigung des Tempels zumindest mitverursacht, ist somit mitschuldig.“
Solomon Zeitlin schlug dagegen eine Datierung in die Regierungszeit Kaiser Hadrians, nach dem Scheitern des Bar-Kochba-Aufstands (132–135 n. Chr.), vor.
Entstanden ist die Assumptio Mosis wahrscheinlich in Judäa/Palästina, man vermutet den Verfasser in pharisäischen oder essenischen, bei späterer zeitlicher Ansetzung auch rabbinischen Kreisen (d. h. Sadduzäer oder Zeloten sind als Verfasser unwahrscheinlich). Einige Ähnlichkeiten mit jachadischen Schriften sind auffällig: die antihasmonäische Einstellung bei gleichzeitigem priesterlich-kultischem Interesse, die Bundestheologie, die Erwartung, dass Gott rächend in die Geschichte eingreifen werde, das alles in einem eschatologisch-apokalyptischen Weltbild.

## Wirkungsgeschichte
Im Judasbrief (Judas 1,9 ) wird ein Streit zwischen Michael und dem Teufel um den Leichnam des Mose erwähnt. Origenes schrieb, dass dieser Streit zwischen Engel und Teufel in einer Schrift mit dem Titel „Himmelfahrt des Mose“ stehe (De principiis, III,2,1; In Iosuam hom. 2,1). Ob dies heißt, dass es eine nicht erhaltene Fassung gab, die diese Szene enthielt, oder ob Origines eine ungenaue bzw. fehlerhafte Quellenangabe gemacht hat, ist nicht sicher.
Gelasios von Kyzikos erwähnt in seiner Kirchengeschichte ein Werk mit dem Titel „Himmelfahrt des Mose“, das den Anfang der Assumptio Mosis enthielt sowie den Streit zwischen Michael und dem Teufel.

## Textausgaben

### Lateinischer Text
- Johannes Tromp: The Assumption of Moses: a critical edition with commentary. Brill, Leiden / New York / Köln 1993 (=Studia in Veteris Testamenti Pseudepigrapha. Band 10). ISBN 90-04-09779-1.

### Englische Übersetzung
- John Priest: Testament of Moses. In: Charlesworth, James Hamilton (Hg.): The Old Testament Pseudepigrapha. Vol. 1: Apocalyptic Literature and Testaments. Garden City, New York 1983, 919–934.

### Deutsche Übersetzungen
- Egon Brandenburger: Himmelfahrt Moses. In: Jüdische Schriften aus hellenistisch-römischer Zeit V/2, 1976, 57–84.
- Carl Clemen: Die Himmelfahrt Moses. In: Emil Kautzsch (Hrsg.): Die Apokryphen und Pseudepigraphen des Alten Testaments, Bd. 2, Tübingen (Mohr) 1900, S. 311–331.
- Paul Rießler: Himmelfahrt des Moses. In: ders.: Altjüdisches Schrifttum außerhalb der Bibel. Augsburg 1928, S. 485–495.
- Abraham Schalit: Untersuchungen zur Assumptio Mosis (= Arbeiten zur Literatur und Geschichte des hellenistischen Judentums. Band 17). Brill, Leiden 1989. ISBN 90-04-08120-8.